# Urothoe chosani
Urothoe chosani is een vlokreeftensoort uit de familie van de Urothoidae. De wetenschappelijke naam van de soort is voor het eerst geldig gepubliceerd in 1992 door Hirayama.